# Schloss Hoppenrade

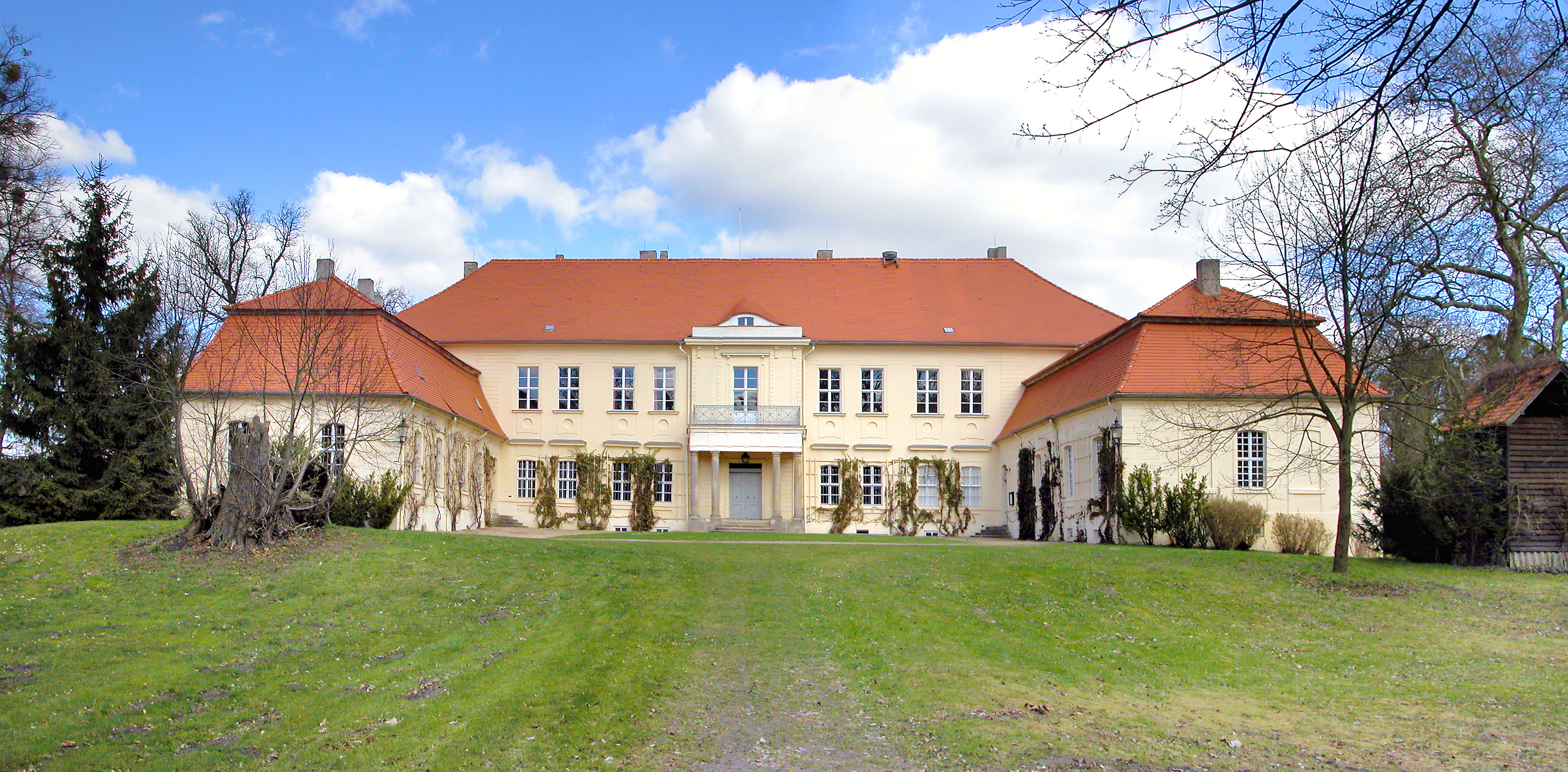
Blick auf die Hof- und Eingangsseite

Schloss Hoppenrade ist ein Herrenhaus im Norden des Landes Brandenburg. Die Anlage befindet sich im Ortsteil Hoppenrade der Gemeinde Löwenberger Land.

## Geschichte

### Besitzgeschichte bis 1945
Um 1230 wurde der Ort Hoppenrade als Siedlungsgebiet im Löwenberger Land gegründet und fand seine urkundliche Ersterwähnung 1269 als markgräflicher Besitz. Von 1270 bis 1460 traten die Bischöfe von Brandenburg die Besitzfolge an, bevor die Familie von Bredow die Herrschaft bis 1788 übernahm. Das 1541 unter Hans von Bredow errichtete Vorwerk wurde zu Beginn des 17. Jahrhunderts zu einer Wasserburg umgebaut, an die noch Reste einer Wallanlage erinnern. Johann Heinrich von Bredow (1676–1739) ließ eine eingeschossige Dreiflügelanlage errichten. Aus seiner Ehe mit Constantia Amalia Sophie von Kraut (1699–1745) gingen zwei Söhne hervor, die aber wegen ihrer Geisteskrankheit nicht rechtsfähig waren. Als Vormund der beiden erbte nach dem Tode Constantias 1754 ihr Bruder, der preußische Oberhofmarschall Carl Friedrich von Kraut (1703–1767) das Löwenberger Land.

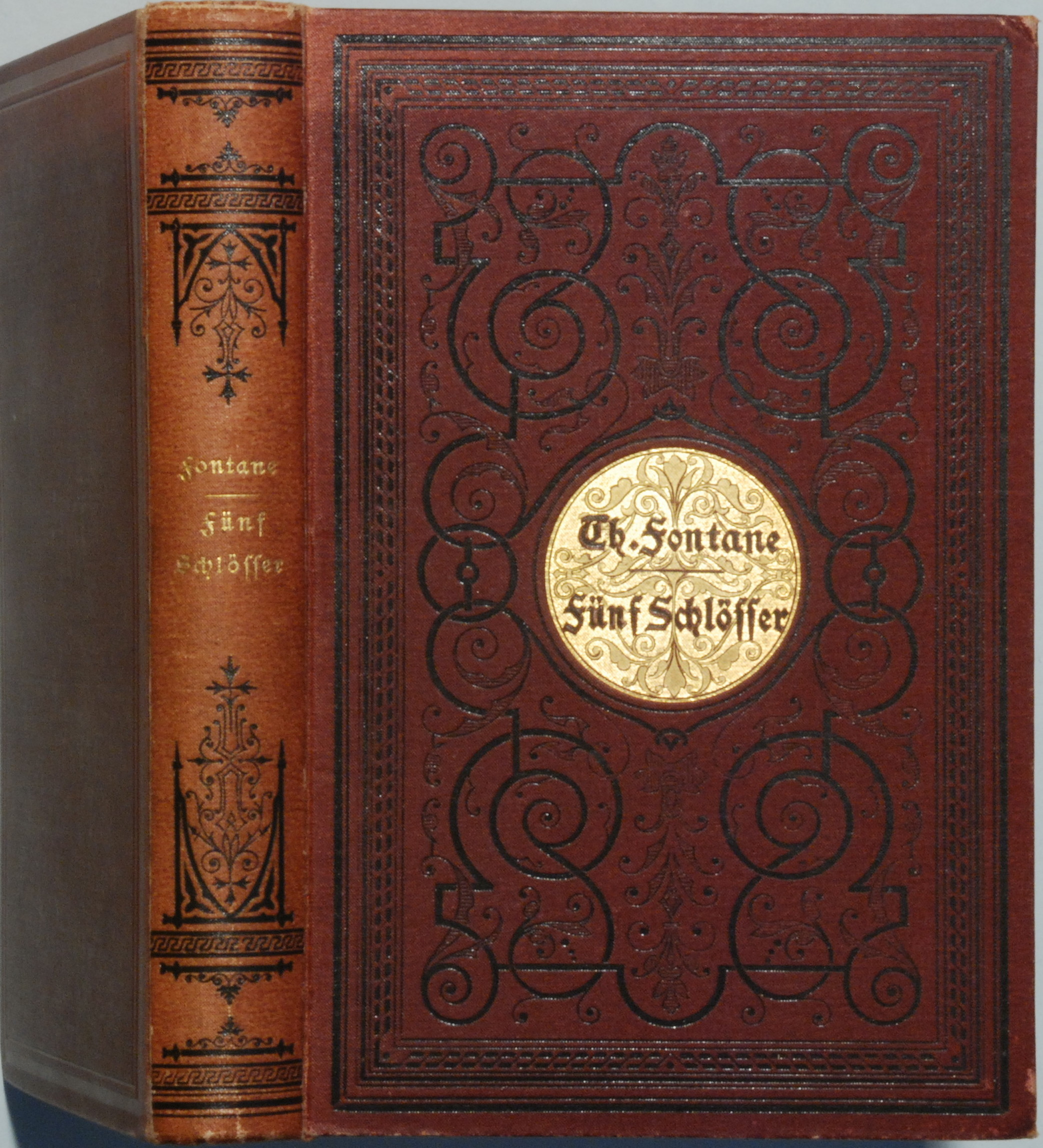
Einband Fünf Schlösser 1889 Original-Erstauflage

Als bekannteste Bewohnerin des Schlosses ging durch Theodor Fontanes Bericht über Hoppenrade besonders Luise Charlotte Henriette von Kraut in die Geschichte ein. Das wechselvolle Schicksal des Schlosses während der Zeit der Krautentochter schilderte Fontane ausführlich in seinem Buch Fünf Schlösser. Mit ihrer dritten Eheschließung 1790 mit dem Rittmeister Karl Heinrich von Arnstedt (1766–1847) ging das Gut in den Besitz seiner Familie über. Zu dieser Zeit stellte Hoppenrade einen Ort der Muse und Festlichkeiten dar. Trotz französischer Besatzung wurde unter Aufwendung hoher Mittel stets aufwendige Feste, Bälle und Empfänge gefeiert, deren Kosten durch die Abholzung der Gutswälder und den Verkauf des Holzes finanziert wurden. Im Grundbesitz folgte der Offizier Adolph von Arnstedt (1793–1850), der seine militärische Karriere als Zögling auf der Ritterakademie am Dom zu Brandenburg begann und zuletzt Major wurde, er blieb unvermählt. Um 1857 galten offiziell die Geschwister von Arnstedt nach alten Matrikeln als Besitzer, wobei unklar blieb, ob es ein besonders seltenes Fideikommiss mit weiblicher Erbregelung war. In anderen Quellen wird das Faktum dann doch bestätigt. Denn bei der Hochzeit 1856 des Hauptmanns Gebhard von Blücher mit Hedwig Cölestine von Wül(c)knitz wird sie als Tochter des Kammergerichtsrat Otto von Wül(c)knitz und dessen Gemahlin Rosalie, geborene von Arnstedt (1792–1861), bezeichnet, beide besaßen die so genannten Arnstaedtischen Fideikommissgüter Hoppenrade. Mit dem Erwerb, konkreter der Teilhaberschaft, durch Otto von Wülcknitz erfolgte von 1856 bis 1860 die Wiederaufforstung und Wiederbelebung des Gutes. Viele Jahre später, 1889, wurde die Gemäldegalerie des Heinrich Freiherr von Wülknitz auf Hoppenrade auf einer Kunstauktion in den Münchener Centralsäle versteigert.
Bereits 1860 erfolgte der Verkauf von Hoppenrade an Hellmut von Heyden-Linden, bevor es 1872 im Erbgang an die Enkel aus der Familie von Werthern ging, die es vorwiegend als Sommersitz nutzten. Hauptwohnsitz blieb Schloss Großneuhausen bei Kölleda. Um 1880 betrug die Größe des Gutes Hoppenrade etwa 1028 ha. 1888 war der Leutnant Georg Freiherr von Werthern (1859–1939), Neffe des Georg Graf und Herr von Werthern-Beichlingen, Besitzer der Hoppenrader-Löwenberger Güter. Vor der großen Wirtschaftskrise 1929/30 beinhaltete das Rittergut Hoppenrade 1033 ha und wurde durch Güterdirektor Oskar Koenig geleitet. Mitte der 1930er Jahre bewohnte Georg Freiherr von Werthern weiterhin Schloss Hoppenrade, er war vormals Mitglied des Preußischen Herrenhauses. 1939 investierte zuletzt die Gutsbesitzerfamilie mit Darlehen in den Bau von zwei Werkwohnungen. Die Familie von Werthern verblieb im Besitz von Hoppenrade bis zur Enteignung 1945. Letzter Grundbesitzer war nach dem Genealogischen Handbuch des Adels Thilo Graf und Herr von Werthern-Beichlingen (1914–1986), Hr. d. Grafschaft Beichlingen mit Schloss Beichlingen und Hoppenrade. Er heiratete 1943 auf dem Brocken Walpurgis Gräfin Stolberg-Wernigerode (1921–1992). Das Ehepaar lebte nach der Flucht mit den vier Töchtern in Bayern und in Hessen. Ihr gemeinsames Grab ist aber in Beichlingen.

### Nach 1945
Das Schloss stand nach 1946 leer, es erfolgten nur Sicherungen des Daches um weitere Schäden vom Gebäude abzuwenden. Eine Nutzung erfolgte als Gaststätte, Klubraum, Konsum-Markt und Bühne. Das Fotografenpaar Sibylle Bergemann und Arno Fischer mietete es 1977 an, um dort Feste und Modeschauen zu veranstalten. Aufgrund fortwährenden Verfalls musste das Schloss 1984 wegen Einsturzgefahr baupolizeilich gesperrt werden. Nach dem Verkauf an einen privaten Investor fanden 1992–2000 die dringend nötigen Sanierungsmaßnahmen statt. 2012 kauften Julian und Donata von Hardenberg das Schloss, welches fortan als Familiensitz genutzt wird.

## Baugeschichte und Architektur
Der von Hans von Bredow angelegte Rittersitz, eine Wasserburg mit Kapelle und Wallgraben, wurde 1724 durch den Bau einer eingeschossigen Dreiflügelanlage ersetzt. Ermöglicht wurde der Neubau durch das reiche Erbe der Constantia von Kraut, welche das Vermögen ihres Onkels Johann Andreas von Kraut (1661–1723) mit in die Ehe einbrachte.
1800 erfolgte dann die Erweiterung des Baus im spätbarocken Klassizismus. Hierbei erhielt das Schloss sein heutiges Erscheinungsbild. Als Auftraggeberin trat die „Krautentochter“, Luise Charlotte Henriette von Kraut, auf, die das Schloss ihren Ansprüchen anpassen ließ. Hierbei blieben die Seitenflügel nahezu unverändert erhalten, der Mittelbau hingegen wurde umfassend verändert.
Heute zeigt sich der zweigeschossige Hauptbau mit Walmdach, hofseitig in neun Achsen gegliedert, zur Gartenseite 13-achsig. Im südöstlichen Flügel befindet sich die ehemalige Dorf- und Patronatskirche, der andere Flügel diente Wirtschaftszwecken. Betont wird der Mittelbau durch einen einachsigen Portalrisalit mit Balkon und abschließender Attika. Die Gartenseite präsentiert sich klassizistisch überformt, gegliedert durch den Risalit flankierende ionische Pilaster und bekrönt von einem Giebeldreieck mit eingelassenem Rundfenster.
Im Inneren verbindet das 1800 angelegte Treppenhaus hinter einer Doppelarkade die beiden Geschosse. Die Räume erstrecken sich im sowohl im Erd- als auch im Obergeschoss, ausgehend von Vestibül und Gartensaal in einer Enfilade. Zum erhaltenen Dekor zählen Kamine u. a. mit floralem Dekor und Mamorumrahmungen, wandfeste Holzvertäfelungen, Wand- und Deckenprofile sowie historische Türen.

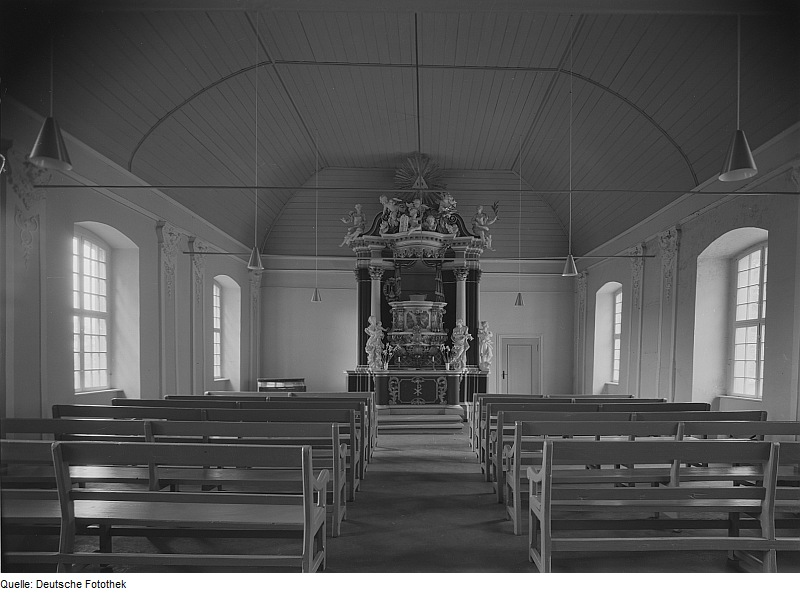
Schlosskirche Blick auf den Altar

Die Schlosskirche im Ostflügel wird im Inneren durch Doppelpilaster mit stuckierten Kapitellen gegliedert und an der Westseite durch die ehemalige Patronatsloge abgeschlossen, die ursprünglich vom Schloss aus begehbar waren. Aus der Erbauungszeit hat sich nur der barocke Kanzelaltar erhalten. Dieser präsentiert sich als hölzerner Aufbau mit korinthischen Säulen, Pilastern und einem mehrfach profilierten kräftigen Gebälkabschluss. In seiner Mitte befindet sich der elegant geschwungene Kanzelkorb.

## Trivia
2007 dienten die Innenräume als Kulisse für die Verfilmung von Theodor Fontanes Effi Briest.